# Arthur Clifton Guyton
Arthur Clifton Guyton (8 de setembro de 1919 — 3 de abril de 2003) foi um médico fisiologista americano. Nasceu em Oxford, Mississippi, filho do Dr. Billy S. Guyton, respeitado oftalmologista e otorrinolaringologista, que se tornou Reitor da University of Mississippi Medical School, e Kate Smallwood Guyton, professora de matemática e física que foi missonária na China antes do casamento.
Ficou famoso nos anos 50, com suas pesquisas na área de fisiologia cardiovascular, e sua relação com a circulação periférica. Sua principal inovação foi a utilização de conceitos de engenharia e análise de sistemas no estudo da circulação sanguínea .
Seu livro, Textbook of Medical Physiology (No Brasil, Tratado de Fisiologia Médica), se tornou o livro-base do estudo de fisiologia nas escolas médicas. As oito primeiras edições foram escritas inteiramente por Guyton, sendo que a primeira foi escrita em 1956. A partir da nona, ele foi escrito com a colaboração de John E. Hall, sendo que a 11ª foi lançada após o falecimento de Guyton em um acidente de automóvel, em 3 de abril de 2003. Além da morte imediata do médico, sua esposa teve graves ferimentos, que a levaram à morte na semana posterior .